# Барильники
Барильники (Doliolida) — ряд покривників класу сальп (Thaliacea).

## Опис
Тіло прозоре бочонкоподібне, завдовжки 1-3 см. На одному кінці тіла розташовується ротовий сифон, а на протилежному — анальний. Обидва отвори оточені чутливими горбками. У колонії дочірні особини різних поколінь мають різні функції: одні з них постачають всю колонію їжею, інші перетворюються в статевих особин, треті займаються їх розселенням.

## Життєвий цикл
Життєвий цикл складний, зі зміною статевого і безстатевого поколінь. З яйця розвивається зародок, що має хвіст і хорду, потім він перетворюється в «годувальницю» (особина першого безстатевого покоління). На черевному вирості (столоні) годувальниці відгалужуються бруньки, які переселяються на спинний столон. Тут одні бруньки перетворюються в гастрозоїди, що забезпечують харчування всієї колонії, інші в форозоїди, на яких прикріплюються бруньки, які з часом перетворюються в статеві особини. Гастрозоїди і форозоїди не здатні розмножуватися; статеві бруньки (друге безстатеве покоління) відгалужують статеві особини — гонозоїди. Форозоїди відриваються від годувальниці; пізніше від них відокремлюються поодинокі гонозоїди, які можуть самостійно плавати. Сама ж «годувальниця» гине.

## Родини
Барильників розділяють на 5 родин:
- підряд Doliolidina Godeaux, 1996
  - родина Doliolidae Bronn, 1862
  - родина Doliopsoididae Godeaux, 1996
- підряд Doliopsidina Godeaux, 1996
  - родина Doliolunidae Robison, Raskoff & Sherlock, 2005
  - родина Doliopsidae Godeaux, 1996
  - родина Paradoliopsidae Godeaux, 1996